# Telefoontoestel

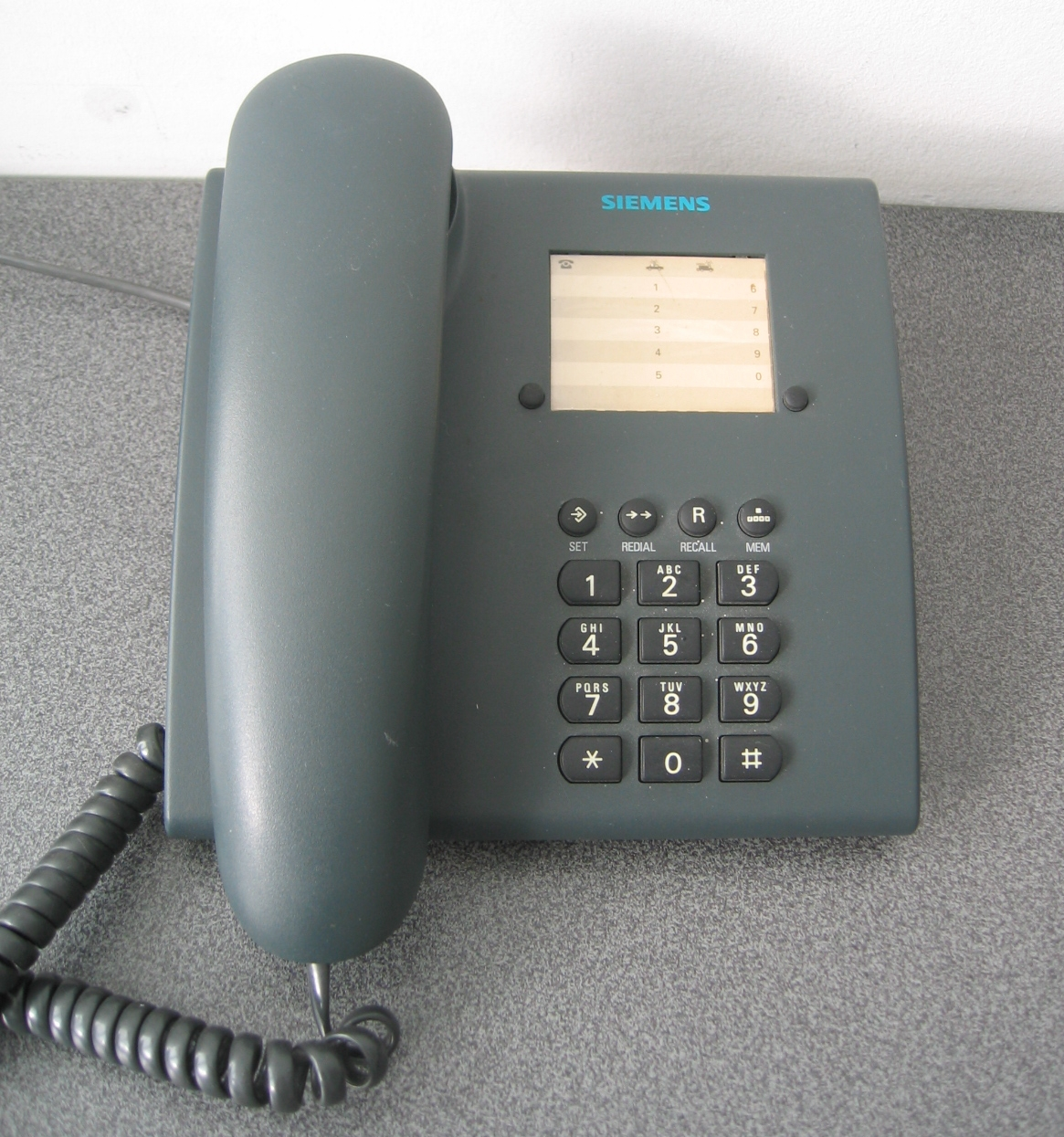
Druktoetstelefoon

Een telefoontoestel of telefoon is een apparaat waarmee gesprekken mogelijk zijn tussen personen die zich buiten gehoorbereik van elkaar bevinden. Voor een dergelijk gesprek zijn minstens twee telefoons nodig en een netwerk waarop de telefoons zijn aangesloten.

## Techniek

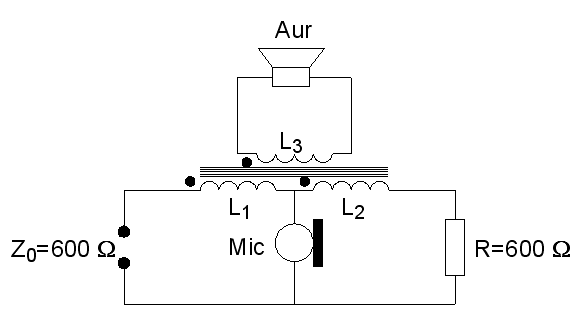
Antilokaalschakeling. Als de weerstand rechts ongeveer gelijk is aan de lijnimpedantie links, zullen de stromen van de microfoon in de transformator elkaar vrijwel opheffen, zodat het geluid van de microfoon niet gehoord wordt.

Een telefoon kan de volgende onderdelen bevatten:
- Een microfoon, vanouds meestal een koolmicrofoon. Deze zet spraak om in elektrische trillingen.
- Een telefoon, dat is hier het onderdeel dat elektrische trillingen omzet in geluid en dat tegen het oor wordt gehouden.

Bij een modern toestel bevinden microfoon en telefoon zich in de telefoonhoorn, ook wel microtelefoon genoemd.
Verder zijn er eendelige toestellen, waarbij het hele toestel een hoorn is.
Elke mobiele telefoon is een eendelig toestel.
- Een haakcontact waarop de hoorn wordt gelegd. Hierdoor wordt het toestel uitgeschakeld en aan de telefooncentrale gesignaleerd dat het toestel vrij is. De bel wordt natuurlijk niet uitgeschakeld.
- Een bel, ook wel wekker geheten, om een inkomend gesprek aan te kondigen. Vanouds bestaat de bel uit een of twee schellen waartussen en waartegen een klepel slaat. Moderne telefoons bevatten een luidsprekertje en vaak dient het luisterdeel in de hoorn ook als bel. De spanning waarmee de bel wordt aangestuurd, heet wekspanning of belstroom.
- Een triller. Deze treft men aan in de meeste mobiele telefoons. Hij kan worden gebruikt in plaats van de bel. Draagt de gebruiker de telefoon op het lichaam, dan voelt hij dat er wordt gebeld en wordt de omgeving niet gestoord.
- Een antilokaalschakeling. Deze zorgt ervoor dat het eigen stemgeluid niet goed hoorbaar is (dat wordt namelijk als hinderlijk ervaren). De stem van de gesprekspartner moet natuurlijk wel hoorbaar zijn.

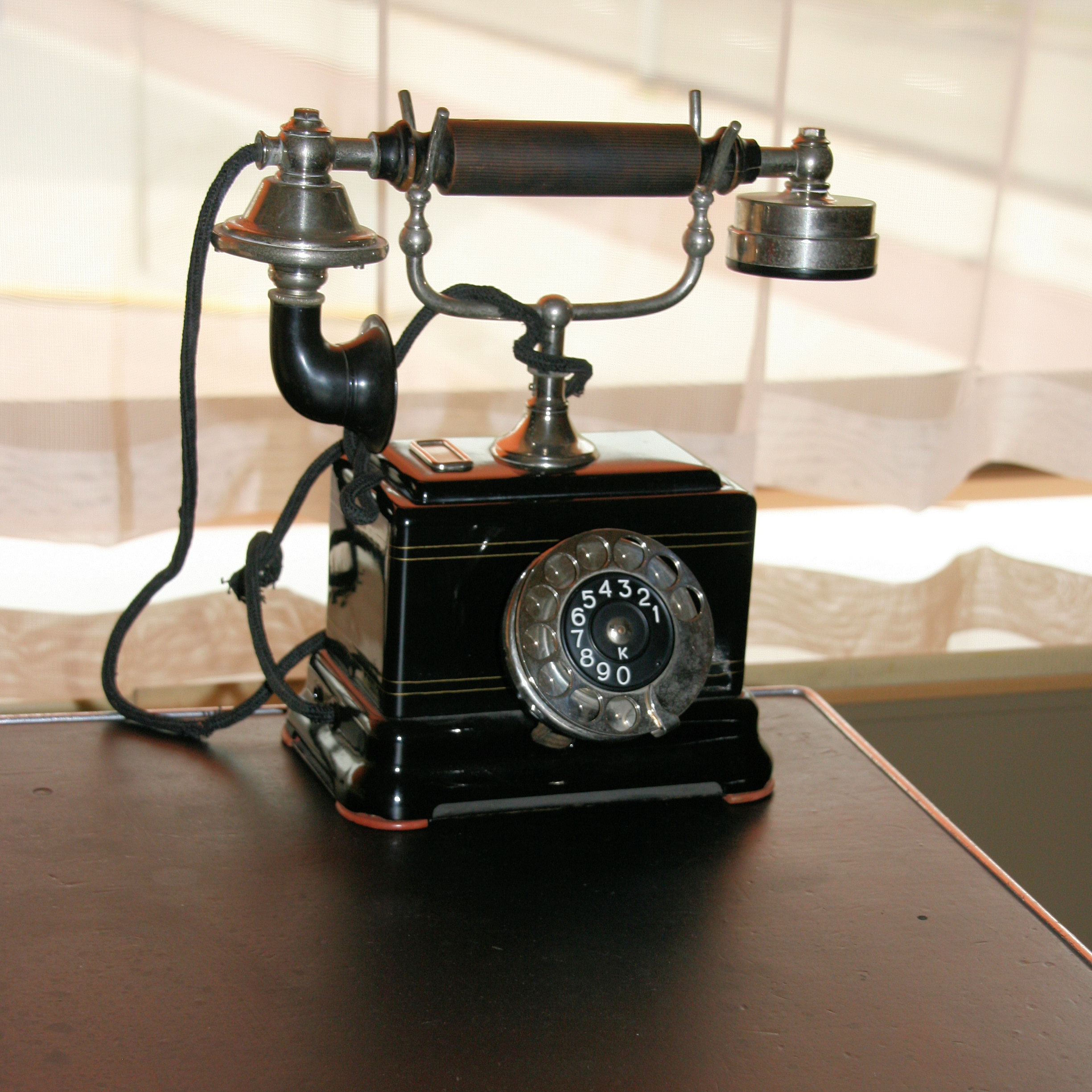
Telefoon Ericsson, ontwerper: PTT / NORM 51

- Een kiesinrichting om bij een uitgaand gesprek het nummer te kiezen. Vanouds was dit een kiesschijf, sinds 1974 steeds vaker drukknoppen. In de loop van de 20e eeuw werden steeds meer telefoons aangesloten op een automatisch netwerk, zodat de kiesinrichting niet kan ontbreken.
- Een handdynamo met slinger om belstroom op te wekken, zodat bij de tegenpartij (vaak de telefooncentrale) de bel rinkelt. Met de invoering van automatische telefooncentrales wordt de belstroom in de centrale opgewekt en is de dynamo niet meer nodig.

### Kiesinrichting
Bij de allereerste telefoontoestellen maakte men eerst verbinding met een telefoniste. Aan die persoon diende men door te geven wie men wilde spreken en de telefoniste bracht vervolgens die verbinding tot stand door op een groot schakelpaneel een "koord" aan te sluiten (het "doorverbinden") van de beller naar degene die hij wil spreken.
De eerste toestellen waarbij men zelf een nummer kon kiezen zonder tussenkomst van een telefoniste, hadden een mechanische kiesschijf (zie afbeelding Ericsson), die de stroom door het toestel ritmisch onderbrak. Dit heet pulskiezen.
Vanaf 1974 kwamen elektronische toestellen in gebruik die met drukknoppen werkten.
Het idee van de drukknoppen was dat door een ander protocol (DTMF of toonkiezen) sneller gekozen kan worden, en bovendien zijn drukknoppen gemakkelijker te bedienen.
Een dergelijk toestel kan alleen worden gebruikt met een moderne telefooncentrale die geschikt is voor DTMF.
Er verschenen daarom ook toestellen die drukknoppen hadden, maar desondanks klassieke kiespulsen genereerden, want alle telefooncentrales waren daarvoor geschikt.
Ook waren er telefoontoestellen die omgeschakeld konden worden tussen puls- en toonkiezen.
Het Nederlandse telecombedrijf PTT leverde in die tijd veel verschillende toestellen.
Veel van die toestellen waren alleen geschikt voor pulskiezen, hoewel ze drukknoppen hadden.
Tegenwoordig is pulskiezen uit de tijd en er zijn zelfs telefoonaansluitingen (via de coaxkabel of glasvezel) waarbij pulskiezen niet meer mogelijk is.

### Aansluiting

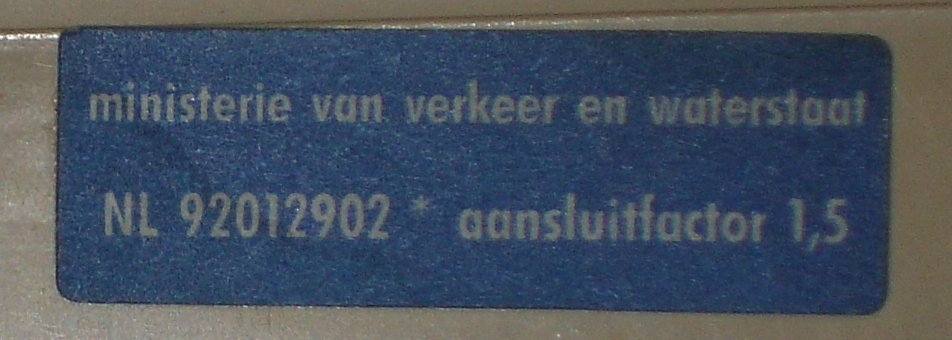
De aansluitfactor vermeld op een sticker

Een modern telefoontoestel wordt met twee aders op een analoge lijn (POTS) aangesloten. Eventueel kunnen meerdere toestellen parallel worden gezet. Ook een extra bel kan parallel worden aangesloten.
Aan de aansluitfactor van een toestel ziet men, hoeveel toestellen parallel aangesloten kunnen worden zonder functiestoring. Bij aansluiten aan het openbare Nederlandse telefoonnet mag een totale aansluitfactor van 5 niet overschreden worden, anders kan het voorkomen dat de telefoon bijv. niet overgaat. Sinds 1989 mogen alleen nog toestellen verkocht worden met een blauwe sticker waarop de aansluitfactor vermeld is. Klassieke telefoontoestellen zoals T65 hadden aansluitfactor 2,5 waardoor men twee van zulke toestellen parallel kon aansluiten.

### Voice over IP
De toepassing van software die Voice over IP (VoIP) gebruikt is sterk in opmars. Het principe is hetzelfde als bij normale telefonie: een verbinding over afstand vervoert geluid, maar de techniek is wezenlijk verschillend. In klassieke (analoge) telefoons wordt het geluidssignaal als elektrisch signaal doorgegeven, in tegenstelling tot mobiele telefoons en VoIP-applicaties op computers en laptops. Bij deze laatste toepassingen wordt het geluidssignaal eerst omgezet naar een digitaal signaal (A/D-conversie), vervolgens gecomprimeerd om bandbreedte te besparen, en daarna over een internetverbinding doorgestuurd. De inmiddels verouderde standaard ISDN zette het geluidssignaal wel om in een digitaal signaal (PCMA), maar het werd nauwelijks gecomprimeerd.
Hedendaagse VoIP-toepassingen zoals Skype worden softphones genoemd. Veel internetaanbieders bieden hun klanten tegenwoordig ook de mogelijkheid om te bellen via ADSL, glasvezel of de coaxkabel. Het bellen wordt via het modem ook via VoIP gestuurd.

## De telefoon door de jaren heen

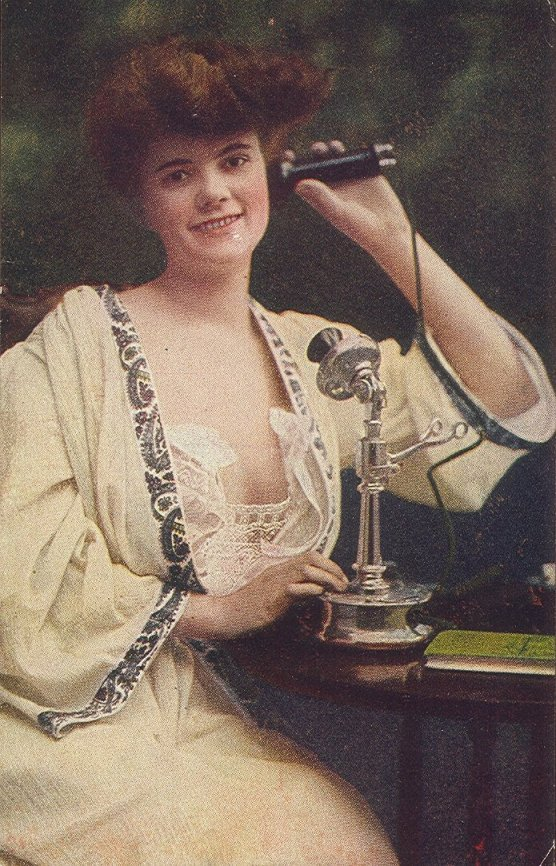
Telefoneren anno 1910. De microfoon is een vast onderdeel van het telefoontoestel.

De eerste telefoons hadden niet echt een hoorn. Ze hadden vaak een microfoon op het toestel en een los oorstuk. Er was een haak om het oorstuk aan op te hangen. De woorden haak en ophangen worden tot heden gebruikt. Later werden de microfoon en het losse oorstuk samen in een hoorn (microtelefoon) gecombineerd.
Gekozen werd er aanvankelijk door de telefoniste mee te delen met wie men wilde spreken. Met de komst van automatische telefooncentrale was een kiesschijf, later een toetsenbordje, nodig.
Tot in de jaren 80 was een telefoontoestel gecompliceerder. De bekendste vertegenwoordiger hiervan (in Nederland) is de T65 die in 1965 geïntroduceerd werd en lange tijd het standaardtoestel was.
Ook de latere Diavox en Unifoon, die tegen meerprijs verkrijgbaar waren, werken volgens dit principe.
Deze toestellen hebben vier aansluitdraden.
- De rode (a) en  de blauwe (b) draad dienen voor het gesprek.
- De groene draad () is bestemd voor de aardtoets, die bij een particuliere aansluiting meestal geen functie heeft.
- De gele draad (EW, later EB) is voor het aansluiten van een extra bel. Deze komt in serie met de bel in het toestel.

Werden er bij een telefoonaansluiting twee toestellen geplaatst, dan werd de tweepuntsschakeling gebruikt. Hierbij was een kleine wijziging aan het toestel nodig en werd de groene draad gebruikt.

### Vormgeving

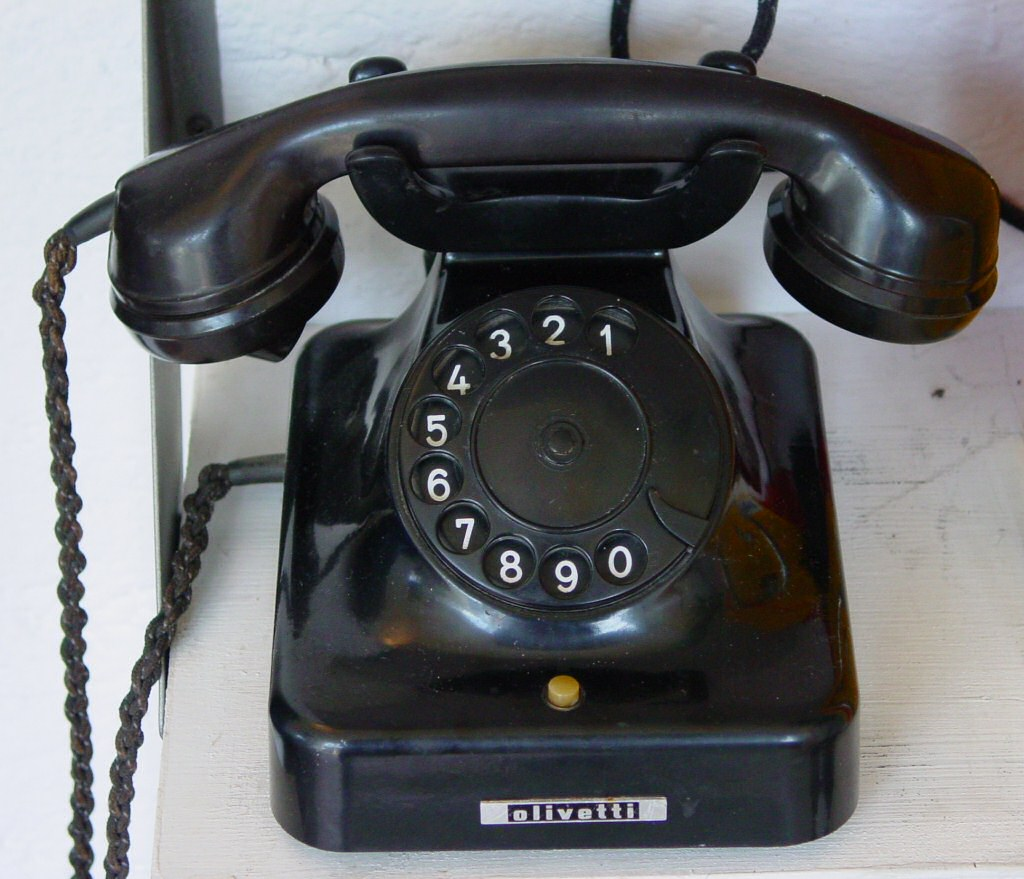
Het snoer van de hoorn is links aangesloten.

Een telefoontoestel is haast altijd enigszins asymmetrisch van vormgeving. Bij het ontwerp is eraan gedacht dat men de hoorn in de linkerhand houdt, zodat men rechts kan schrijven. Dat is goed zichtbaar bij de moderne toestellen waarbij de hoorn verticaal ligt, steeds links van het toetsenbord (of over het toetsenbord heen), al het geen probleem om de hoorn in de rechterhand te gebruiken. Ook het klassieke toestel, met de hoorn horizontaal, is enigszins asymmetrisch: het snoer van de hoorn is aan de linkerkant aangesloten, maar de hoorn kan probleemloos andersom op het toestel worden gelegd.
Het ontwerp en het hele gebruik van telefoons is sinds medio jaren 1990, mede onder invloed van de komst van draadloze netwerken en het gebruik van kleinere chips, sterk veranderd. Vroeger waren telefoons forse, vaste apparaten die met een kabel vastzaten. Tegenwoordig is een telefoon een klein dingetje dat je in je zak hebt en dat draadloos communiceert met de telefooncentrale in huis of op afstand. Telefooncellen, vroeger een essentieel onderdeel van het straatbeeld, nemen door komst van de mobiele telefoon steeds verder in aantal af.
Naast de functies praten en luisteren krijgen deze mobiele telefoons steeds meer mogelijkheden: sms-functie, trilfunctie, internetten, e-mailen, foto's maken, het instellen van een eigen beltoon. De vaste aansluitingen nemen in laatste jaren sterk af. Deze ontwikkeling lijkt nog niet ten einde.